# Duilius seticulosa
Duilius seticulosa är en insektsart som först beskrevs av Lethierry 1874.  Duilius seticulosa ingår i släktet Duilius och familjen kilstritar. Utöver nominatformen finns också underarten D. s. punctata.